# Nøgen
Nøgen, aussi stylisé Nogen, est un groupe espagnol de pop, originaire de Saint-Sébastien, Guipuscoa.

## Histoire
La première œuvre courte, Lys, est enregistrée en mai et juin 2017 au Muir Studio (Saint-Sébastien). Il présente Itzuli meri, Nora et Gertu. Liv Til Døden, leur deuxième sortie, est enregistrée entre février et mai 2018 à Usurbil (Guipuscoa), dans le studio de Haritz Harregi. Il s'agit d'un album de 9 chansons.
Eider Saez est le chanteur du groupe, mais c'est Ane Negueruela enregistre toute la discographie du groupe. Au fil de leur carrière, ils collaborent avec plusieurs musiciens ; plus particulièrement, dans la chanson Ez Da Ondo Aterako, par exemple, La M.O.D.A. de Burgos. Réalisé avec quelques membres du groupe La Maravillosa Orquesta del Alcohol, Liv til døden est présenté en novembre, mais il ne sort en format physique qu'à la foire de Durango.
Ils sortent le morceau Marean pour le festival Atlantikaldia 2019 et fin 2020 un nouvel album sort, intitulé Under Alt. Ils commencent leur tournée de concerts en décembre.

## Discographie
- 2017 : Lys
- 2018 : Liv til døden
- 2020 : Under Alt